# Giacomino da San Giorgio
Giacomino da San Giorgio, noto anche come Giacomino Micheloni da San Giorgio e latinizzato come Jacobinus de Sancto Georgio (San Giorgio Canavese, prima del 1430 – Torino, 17 ottobre 1494), è stato un giurista italiano attivo nella seconda metà del XV secolo.
Professore di diritto a Torino e discepolo di Giasone del Maino, fu consignore di Altessano Superiore.

## Biografia
Nacque nel primo trentennio del Quattrocento a San Giorgio Canavese dai Micheloni, una famiglia in vista del luogo.
Frequentò forse l'Università di Torino ed ebbe come maestri, se non insegnanti, Giovanni di Mombaruzzo e Giasone del Maino; si laureò in utroque iure nel 1457.
Insegnò nell'ateneo torinese già dal 1452 e per tutta la vita, prima diritto civile, poi diritto canonico e infine diritto feudale; grazie alla lunga carriera si guadagnò il titolo di conte, riservato agli accademici che insegnavano per più di un ventennio. Ebbe tra i suoi allievi Giovanni Francesco Balbo e Claudio di Seyssel, che lo sostituì.
Parallelamente all'attività accademica ebbe numerosi incarichi pubblici. Quasi tutte le sue opere furono pubblicate a stampa e il suo trattato sul diritto feudale riscosse un particolare interesse.
Morì nel 1494 a Torino.

## Opere
- (LA) In quattuor matutinos iuris civilis tractatus commentaria, Bologna, Società tipografica bolognese, 1575.
- (LA) In priorem et posteriorem partem Codicis commentaria, vol. 2, Bologna, Società tipografica bolognese, 1575.